# Olmeki
Olmeki so bili prva starodavna civilizacija Mehike. To je prepoznavno iz njihovih velikanskih kamnitih skulptur in obsežnega koledarskega sestava. Živeli so med 12. in 4. stoletjem pred našim štetjem. Gradili so obredna mesta, ki vsebujejo piramide in svetišča zgrajena ročno iz blata in prsti. Bili so prvi jamni slikarji v Mehiki. Izdelovali so kipe iz žada (dragocen kamen-diamant). Njihova tipična umetnost predstavlja jaguarje in vojake s kozjo bradico in debelimi ustnicami. Olmeki so mislili da so jaguarji njihovi predniki, zato so imeli jaguarji pri njih visok verski status. Največja olmeška znamenitost so velikanske kamnite glave z debelimi ustnicami in čelado. Vidni so bili do 100 km daleč.